# Jean Haussard
Jean Haussard (oder Haussart) genannt Jean Baptiste Haussard, geboren um 1679-1680 in Dannevoux und gestorben am 22. Dezember 1749 in Paris, war ein französischer Zeichner und Kupferstecher.

## Leben
Sein Geburtsdatum variiert je nach Verzeichnis und Lexikon erheblich: „um 1700” für Michael Huber (Manuel des curieux, VIII, 1804), „1696” für Portalis und Beraldi (II, 1881) und schließlich „1679-1780” für Saur (2011), der einen zweiten Vornamen, Baptiste, und einen Geburtsort, Dannevoux, hinzufügt.
Es ist nicht bekannt, wer Haussards Lehrer war, aber er begann damit, den Stil von Benoit Audran zu imitieren. Er lebte zunächst in Paris, in der Rue du Plastre, vor 1733, dann in der Rue Saint-Jacques an der Ecke zur Rue de la Parcheminerie.
Haussard ist Vater von zwei Töchtern, Catherine und Élisabeth Haussard, die beide Graveurinnen sind.
„J. Haussard Sculpsit Parisiis”, „Jean Haussart”, „Jean Haussard Sculp.” und „JB” sind die vier häufigsten Signaturen – allerdings hat er nicht alle seine Werke signiert –, die dieser Reproduktionsgraveur, dessen erste Arbeiten bis ins Jahr 1702 zurückreichen sollen, unter seinen Druckgrafiken anbrachte.
Haussards Werk ist repräsentativ für jene Künstler, die zwar handwerklich versiert sind, aber weder über großes Talent noch über Einfallsreichtum verfügen und gezwungen sind, sehr unterschiedliche Aufträge anzunehmen, um ihren Lebensunterhalt zu sichern. Es umfasst zwei Gruppen: Reproduktionsstiche alter und zeitgenössischer Meister sowie Illustrationen für technische und wissenschaftliche Werke.
Darunter zählen auch Arbeiten für Jean-Baptiste Du Halde's Werk Description de la Chine et de la Tartarie chinoise. Er stach u.a.
- Die Chinesische Hochzeit (Band 2 Seite 120)
- Pflanzendarstellungen wie z.B. Gin-seng (Band 2 Seite 154)
- Darstellung zu den Münzen und Geldscheinen (Band 2 Seite 168).